# Slowhand
Slowhand je páté studiové album britského kytaristy Erica Claptona. Jeho nahrávání probíhalo v květnu 1977 v Olympic Studios v Londýně. Album produkoval Glyn Johns a vyšlo v listopadu 1977 u vydavatelství RSO Records. V žebříčku Billboard 200 se umístilo na druhém místě. Časopis Rolling Stone jej zařadil na 325. místo v žebříčku 500 nejlepších alb všech dob.

## Seznam skladeb
| Pořadí         | Název                 | Délka |
| -------------- | --------------------- | ----- |
| 1.             | Cocaine               | 3:41  |
| 2.             | Wonderful Tonight     | 3:44  |
| 3.             | Lay Down Sally        | 3:56  |
| 4.             | Next Time You See Her | 4:01  |
| 5.             | We're All the Way     | 2:32  |
| 6.             | The Core              | 8:45  |
| 7.             | May You Never         | 3:01  |
| 8.             | Mean Old Frisco       | 4:42  |
| 9.             | Peaches and Diesel    | 4:46  |
| Celková délka: | Celková délka:        | 39:06 |

## Obsazení
- Eric Clapton – zpěv, kytara
- Marcy Levy – doprovodný zpěv
- Yvonne Elliman – doprovodný zpěv
- Carl Radle – baskytara
- Mel Collins – saxofon
- George Terry – kytara
- Jamie Oldaker – bicí, perkuse
- Dick Sims – klávesy